# TV Sachsenroß Hille
Der TV Sachsenroß Hille (offiziell: Turnverein „Sachsenroß“ Hille e.V.) ist ein Sportverein aus Hille im Kreis Minden-Lübbecke. Die erste Handballmannschaft der Männer nahm einmal am DHB-Pokal teil.

## Geschichte
Der Verein wurde am 20. Februar 1920 gegründet. Erste Erfolge erreichte der Verein in den späten 1950er Jahren. 1957 erreichten die Hiller die Endrunde um die Westdeutsche Meisterschaft im Feldhandball und wurden Gruppendritte. Ein Jahr später reichte es nur zum letzten Platz in der Gruppenphase. Die Hiller spielten seinerzeit in der erstklassigen Oberliga Westfalen, aus der sie 1961 absteigen mussten und nicht mehr wiederkehrten.
Im Hallenhandball qualifizierte sich die Sachsenroß-Mannschaft 1958 für die Westdeutsche Meisterschaft und scheiterte im Halbfinale mit 4:8 am SV Westerholt. In den folgenden Jahren pendelten die Hiller zwischen Ober- und Verbandsliga, bevor die Mannschaft 1987 den Aufstieg in die Regionalliga West schaffte. In der Saison 1988/89 erreichten die Hiller mit Platz sechs ihre beste Platzierung. Darüber hinaus qualifizierte sich die Mannschaft für den DHB-Pokal, wo sie in der ersten Runde dem OSC Dortmund mit 20:27 unterlag.
1991 musste die Sachsenroß-Mannschaft aus der Regionalliga absteigen, bevor es wenige Jahre später runter in die Verbandsliga ging. Im Jahre 2007 schafften die Hiller den Klassenerhalt erst nach erfolgreichen Relegationsspielen gegen den HSC Eintracht Recklinghausen. Nach einem weiteren Abstieg spielt die Mannschaft in der Landesliga und musste 2018 in die Bezirksliga absteigen.

## Persönlichkeiten
Dem Verein werden folgende Spielpersönlichkeiten zugerechnet:
- Martin Birkner
- Jens Buhrmester
- Fido Gast
- André Tempelmeier
- Tomasz Tłuczyński
- Frank von Behren
- Dieter Waltke